# Râul Cornetu, Bega
Râul Cornetu este un afluent al râului Bega Luncanilor. 

## Hărți
- Harta munții Poiana Rusca  Arhivat în 12 martie 2010, la Wayback Machine.
- Harta județul Timiș